# Arula

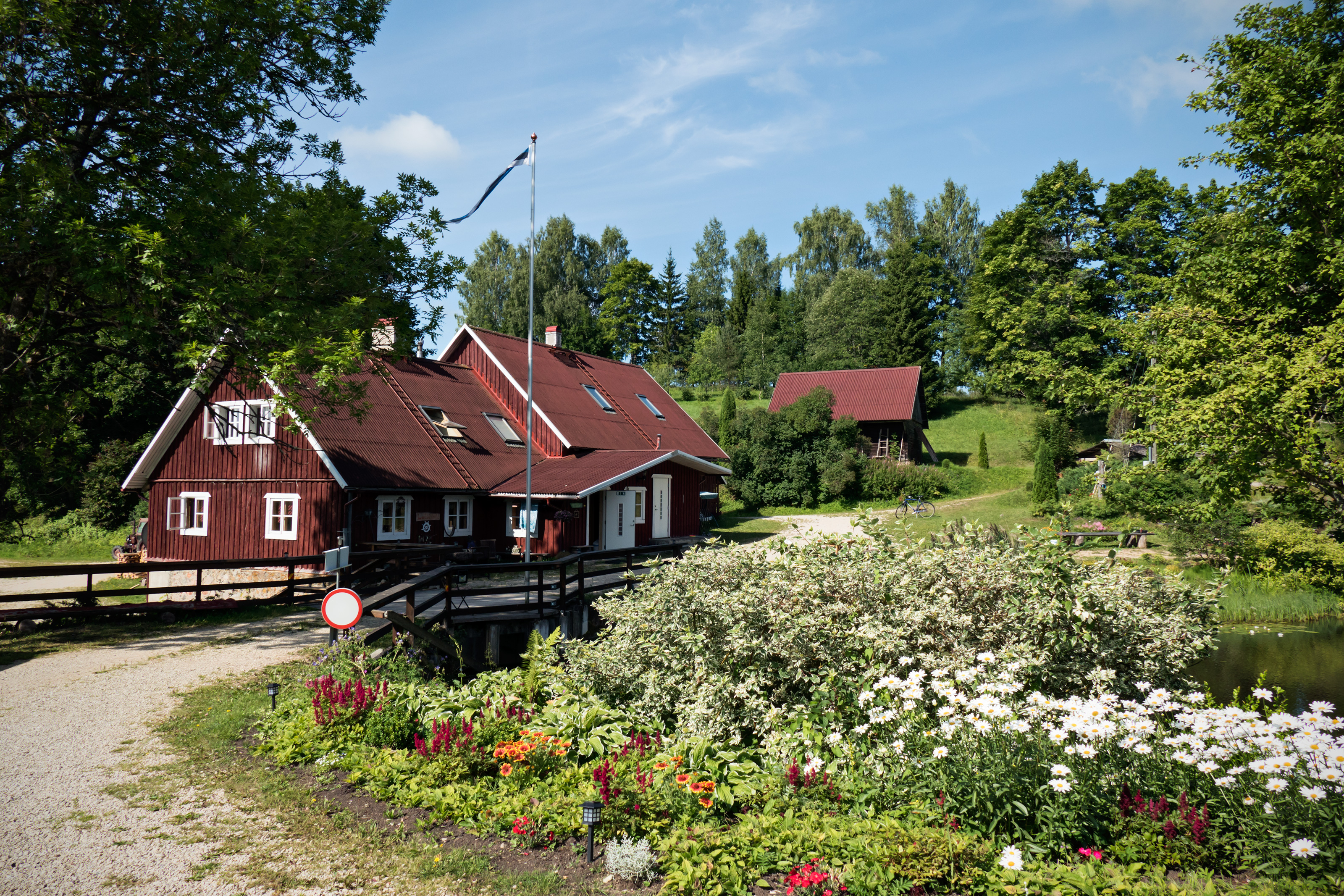
Bauernhof in Arula (2018)

Arula ist ein Dorf (estnisch küla) in der estnischen Landgemeinde Otepää (bis 2017 Puka) im Kreis Valga. Es liegt circa 30 km nordöstlich der estnisch-lettischen Grenzstadt Valga (Walk). Arula hat 64 Einwohner (Stand 31. Dezember 2021).